# Saint-Cyr-sur-Mer
Saint-Cyr-sur-Mer település Franciaországban, Var megyében. Lakosainak száma 11 668 fő (2022. január 1.). Saint-Cyr-sur-Mer La Ciotat, Bandol és La Cadière-d’Azur községekkel határos.

## Népesség
A település népessége az elmúlt években az alábbi módon változott:
| Lakosok száma | 11 894 | 12 103 | 11 925 | 11 761 | 11 580 | 11 484 | 12 058 | 12 103 | 11 668 |
|               | 2013   | 2015   | 2016   | 2017   | 2018   | 2019   | 2020   | 2021   | 2022   |